# Pulau Kibi
Pulau Kibi – wyspa rzeczna na rzece Sungai Pandaruan na Borneo. Położona jest w północno-zachodniej części dystryktu Temburong w Brunei, przy granicy z Malezją.
Wyspa ma powierzchnię 569 ha. W pokrywających wyspę mokradłach i lasach mangrowych dominuje nipa krzewinkowa, z niewielkimi płatami korzeniar. W środkowej jej części rosną także drzewa z rodzajów Heretiera oraz Cerbera.